# Oust (Ariège)
Pour les articles homonymes, voir Oust.
Oust (prononcé : /ust/ ; en occitan : Ost) est une commune française située dans l'ouest du département de l'Ariège, en région Occitanie. Sur le plan historique et culturel, la commune fait partie du Couserans, pays aux racines gasconnes structuré par le cours du Salat.
Exposée à un climat de montagne, elle est drainée par le Salat, le Garbet et par divers autres petits cours d'eau. Incluse dans le parc naturel régional des Pyrénées ariégeoises, la commune possède un patrimoine naturel remarquable : un site Natura 2000 (« Garonne, Ariège, Hers, Salat, Pique et Neste ») et quatre zones naturelles d'intérêt écologique, faunistique et floristique.
Oust est une commune rurale qui compte 574 habitants en 2022, après avoir connu un pic de population de 1 687 habitants en 1821. Elle fait partie de l'aire d'attraction de Saint-Girons. Ses habitants sont appelés les Oustois ou Oustoises.
La commune fait partie de la communauté de communes Couserans - Pyrénées et du parc naturel régional des Pyrénées ariégeoises.
Le patrimoine architectural de la commune comprend trois  immeubles protégés au titre des monuments historiques : le château de Mirabat, inscrit en 1995, la croix d'Oust, inscrite en 1950, et l'église Notre-Dame-de-l'Assomption de Vic, classée en 1921.

## Géographie

### Localisation
La commune d'Oust se trouve dans le département de l'Ariège, en région Occitanie.
Elle se situe à 33 km à vol d'oiseau de Foix, préfecture du département, à 13 km de Saint-Girons, sous-préfecture, et à 23 km de La Bastide-de-Sérou, bureau centralisateur du canton du Couserans Est dont dépend la commune depuis 2015 pour les élections départementales.
La commune fait en outre partie du bassin de vie de Saint-Girons.
Les communes les plus proches sont : 
Seix (1,7 km), Soueix-Rogalle (2,1 km), Sentenac-d'Oust (3,0 km), Soulan (4,5 km), Aleu (4,6 km), Ercé (6,7 km), Alos (6,8 km), Erp (7,5 km).
Sur le plan historique et culturel, Oust fait partie du Couserans, pays aux racines gasconnes structuré par le cours du Salat (affluent de la Garonne), que rien ne prédisposait à rejoindre les anciennes dépendances du comté de Foix.
Oust est limitrophe de cinq autres communes.
| Soueix-Rogalle | Soulan |      |
| Seix           | Oust   | Ercé |
|                | Ustou  |      |

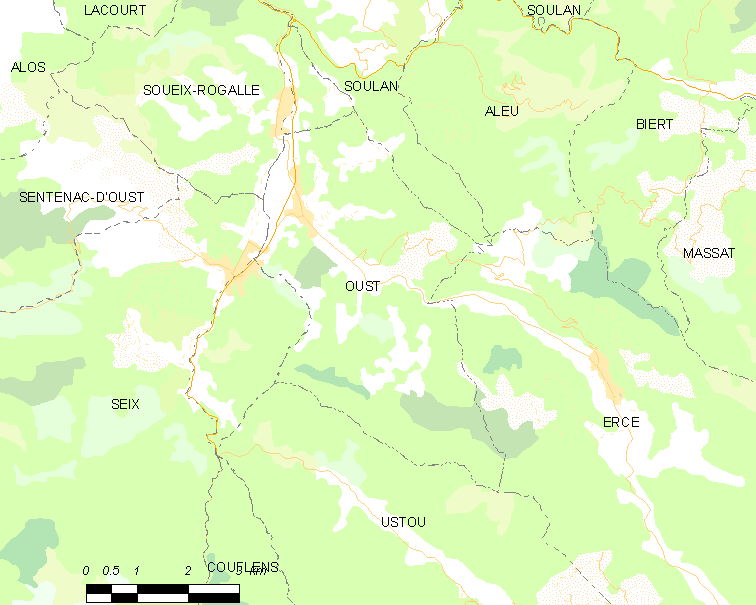
Carte de la commune d'Oust et des proches communes.

Commune située dans les Pyrénées en Couserans dans le parc naturel régional des Pyrénées ariégeoises.

### Géologie et relief
La commune est située dans les Pyrénées, une chaîne montagneuse jeune, érigée durant l'ère tertiaire (il y a 40 millions d'années environ), en même temps que les Alpes. Les terrains affleurants sur le territoire communal sont constitués de roches sédimentaires datant pour certaines du Mésozoïque, anciennement appelé Ère secondaire, qui s'étend de −252,2 à −66,0 Ma, et pour d'autres du Paléozoïque, une ère géologique qui s'étend de −541 à −252,2 Ma. La structure détaillée des couches affleurantes est décrite dans les feuilles « n°1074 - Saint-Girons » et « n°1086 - Aulus-les-Bains » de la carte géologique harmonisée au 1/50 000ème du département de l'Ariège, et leurs notices associées,.
La superficie cadastrale de la commune publiée par l’Insee, qui sert de références dans toutes les statistiques, est de 18,97 km2,. La superficie géographique, issue de la BD Topo, composante du Référentiel à grande échelle produit par l'IGN, est quant à elle de 19,09 km2. Son relief est particulièrement escarpé puisque la dénivelée maximale atteint 1 014 mètres. L'altitude du territoire varie entre 480 m et 1 494 m.
La superficie de la commune est de 1 897 hectares ; son altitude varie de 480  à   1 494 mètres.

### Hydrographie

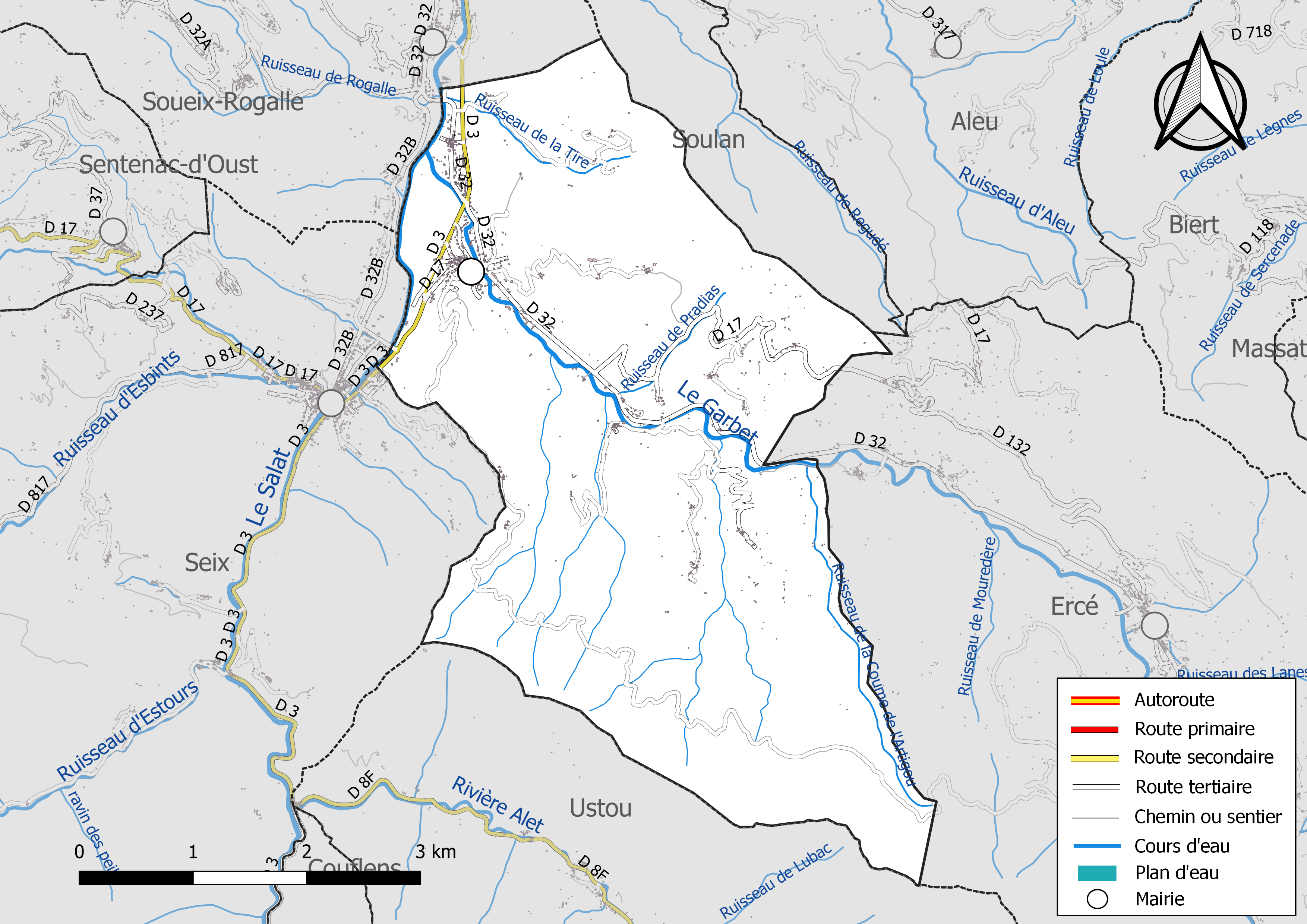
Réseaux hydrographique et routier d'Oust.

La commune est dans le bassin versant de la Garonne, au sein du bassin hydrographique Adour-Garonne. Elle est drainée par le Salat, le Garbet, le ruisseau de la Coume de l'Artigou, le ruisseau de la Tire, le ruisseau de Pradias, le ruisseau de Rogalle et par un petit cours d'eau, constituant un réseau hydrographique de 13 km de longueur totale,.
Le Salat, d'une longueur totale de 74,1 km, prend sa source dans la commune de Couflens et s'écoule du sud vers le nord. Il traverse la commune et se jette dans la Garonne à Boussens, après avoir traversé 27 communes.
Le Garbet, d'une longueur totale de 25,1 km, prend sa source dans la commune d'Aulus-les-Bains et s'écoule du sud-est vers le nord-ouest. Il traverse la commune et se jette dans le Salat sur le territoire communal, après avoir traversé 3 communes.

### Climat
Pour des articles plus généraux, voir Climat de l'Occitanie et Climat de l'Ariège.
En 2010, le climat de la commune est de type climat océanique dégradé des plaines du Centre et du Nord, selon une étude s'appuyant sur une série de données couvrant la période 1971-2000. En 2020, Météo-France publie une typologie des climats de la France métropolitaine dans laquelle la commune est exposée à un climat de montagne et est dans la région climatique Pyrénées centrales, caractérisée par une pluviométrie annuelle de 1 000 à 1 200 mm.
Pour la période 1971-2000, la température annuelle moyenne est de 11,2 °C, avec  une amplitude thermique annuelle de 14,9 °C. Le cumul annuel moyen de précipitations est de 969 mm, avec 9,8 jours de précipitations en janvier et 6,9 jours en juillet. Pour la période 1991-2020 la température moyenne annuelle observée sur la station météorologique la plus proche, située sur la commune de Lorp-Sentaraille à 17 km à vol d'oiseau, est de 12,5 °C et le cumul annuel moyen de précipitations est de 973,2 mm,. Pour l'avenir, les paramètres climatiques de la commune estimés pour 2050 selon différents scénarios d’émission de gaz à effet de serre sont consultables sur un site dédié publié par Météo-France en novembre 2022.

### Milieux naturels et biodiversité

#### Espaces protégés
La protection réglementaire est le mode d’intervention le plus fort pour préserver des espaces naturels remarquables et leur biodiversité associée,.
La commune fait partie du parc naturel régional des Pyrénées ariégeoises, créé en 2009 et d'une superficie de 245 973 ha, qui s'étend sur 138 communes du département. Ce territoire unit les plus hauts sommets aux frontières de l’Andorre et de l’Espagne (la Pique d'Estats, le mont Valier, etc) et les plus hautes vallées des avants-monts, jusqu’aux plissements du Plantaurel.

#### Réseau Natura 2000

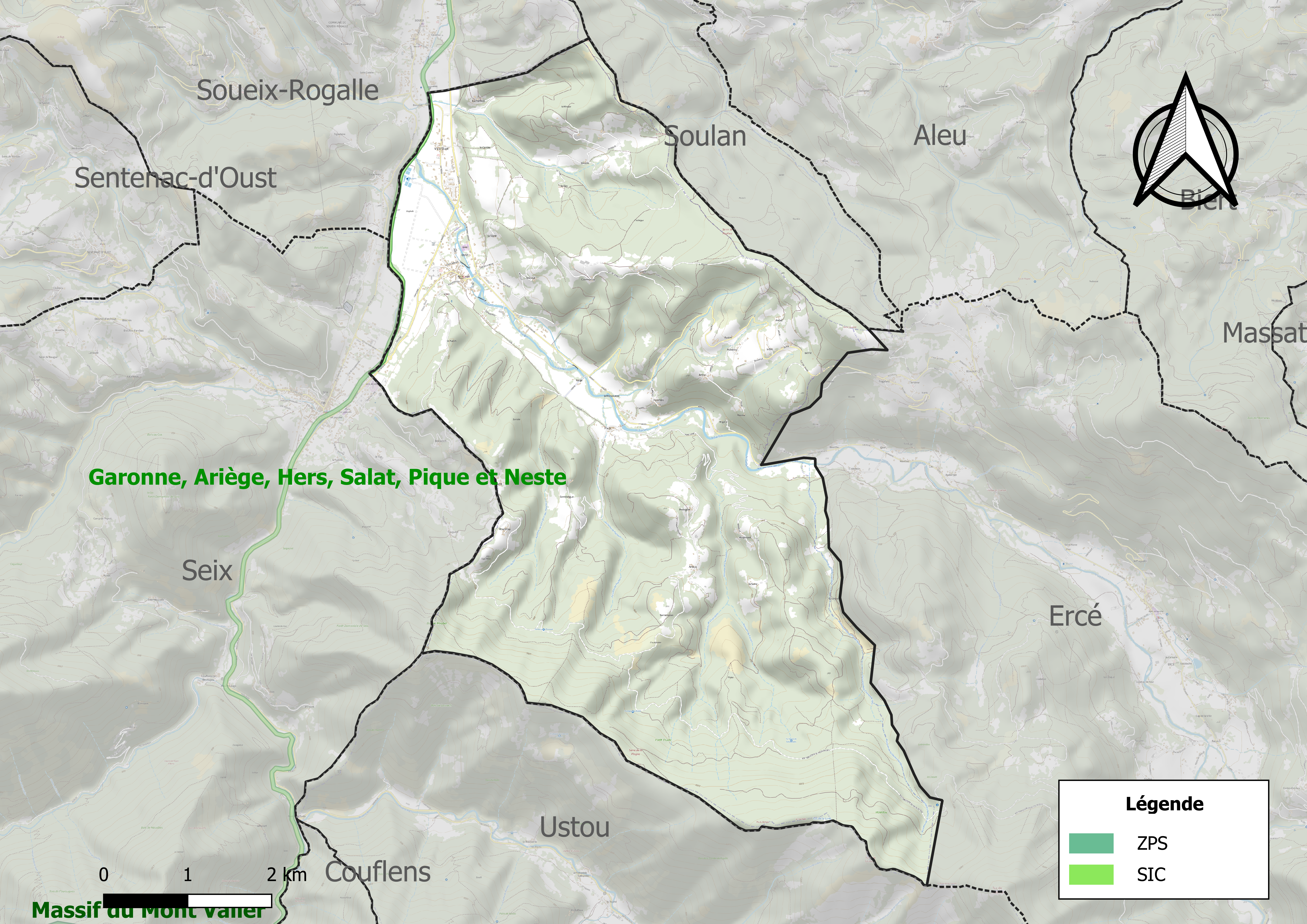
Site Natura 2000 sur le territoire communal.

Le réseau Natura 2000 est un réseau écologique européen de sites naturels d'intérêt écologique élaboré à partir des directives habitats et oiseaux, constitué de zones spéciales de conservation (ZSC) et de zones de protection spéciale (ZPS).
Un site Natura 2000 a été défini sur la commune au titre de la directive habitats : « Garonne, Ariège, Hers, Salat, Pique et Neste », d'une superficie de 9 581 ha, un réseau hydrographique pour les poissons migrateurs, avec des zones de frayères actives et potentielles importantes pour le Saumon en particulier qui fait l'objet d'alevinages réguliers et dont des adultes atteignent déjà Foix sur l'Ariège.

#### Zones naturelles d'intérêt écologique, faunistique et floristique
L’inventaire des zones naturelles d'intérêt écologique, faunistique et floristique (ZNIEFF) a pour objectif de réaliser une couverture des zones les plus intéressantes sur le plan écologique, essentiellement dans la perspective d’améliorer la connaissance du patrimoine naturel national et de fournir aux différents décideurs un outil d’aide à la prise en compte de l’environnement dans l’aménagement du territoire.
Trois ZNIEFF de type 1 sont recensées sur la commune :
- l'« aval de la rivière du Garbet » (112 ha), couvrant 3 communes du département[34] ;
- les « bois de Mirabat, d´Oust et du Picou de Géu » (1 670 ha), couvrant 5 communes du département[35],
- « le Salat et le Lens » (712 ha), couvrant 32 communes dont 21 dans l'Ariège et 11 dans la Haute-Garonne[36] ;

et une ZNIEFF de type 2, : 
les « montagnes d'Ercé, d'Oust et de Massat » (30 350 ha), couvrant 13 communes du département.

Carte des ZNIEFF de type 1 et 2 à Oust.
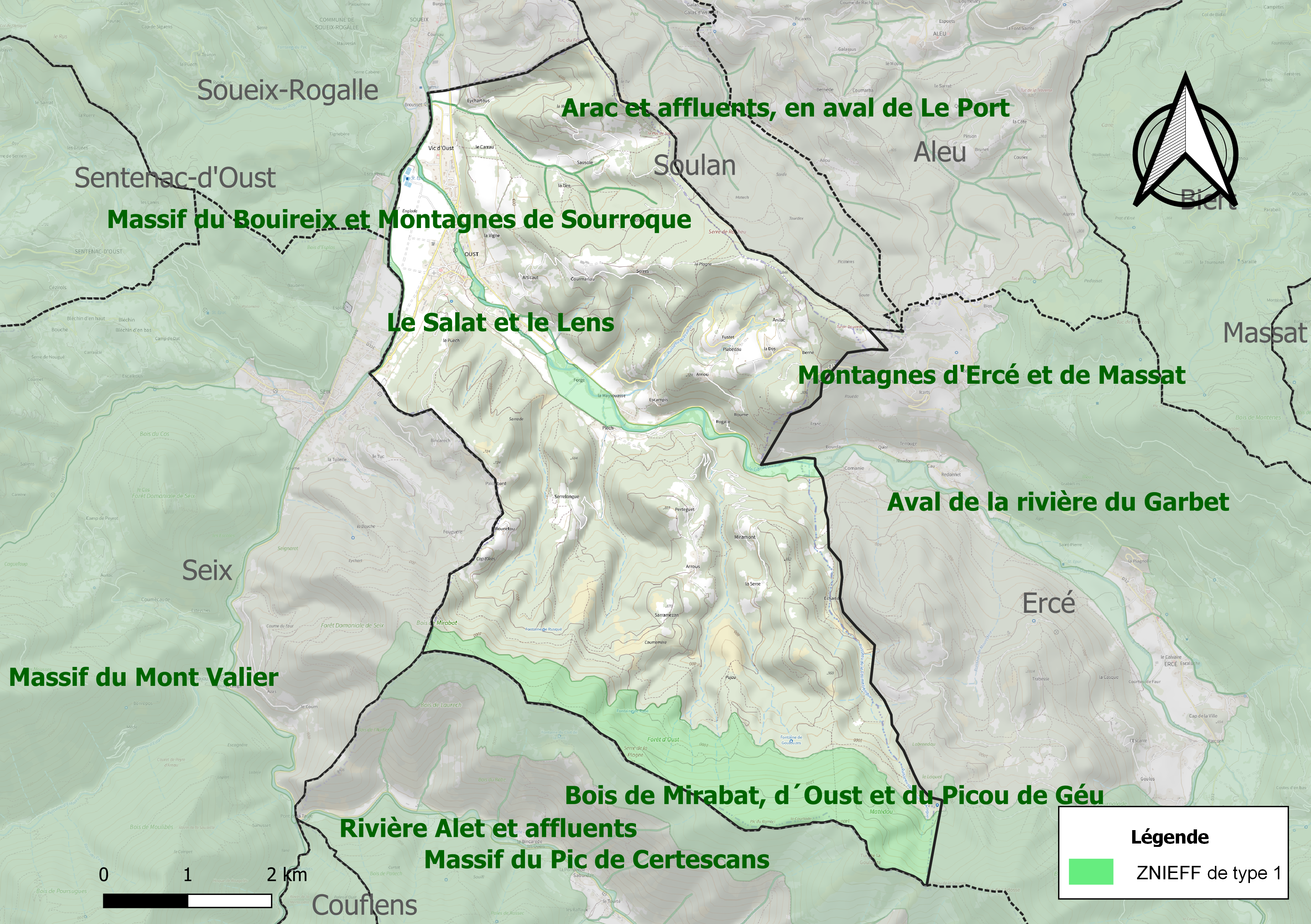
Carte des ZNIEFF de type 1 sur la commune.
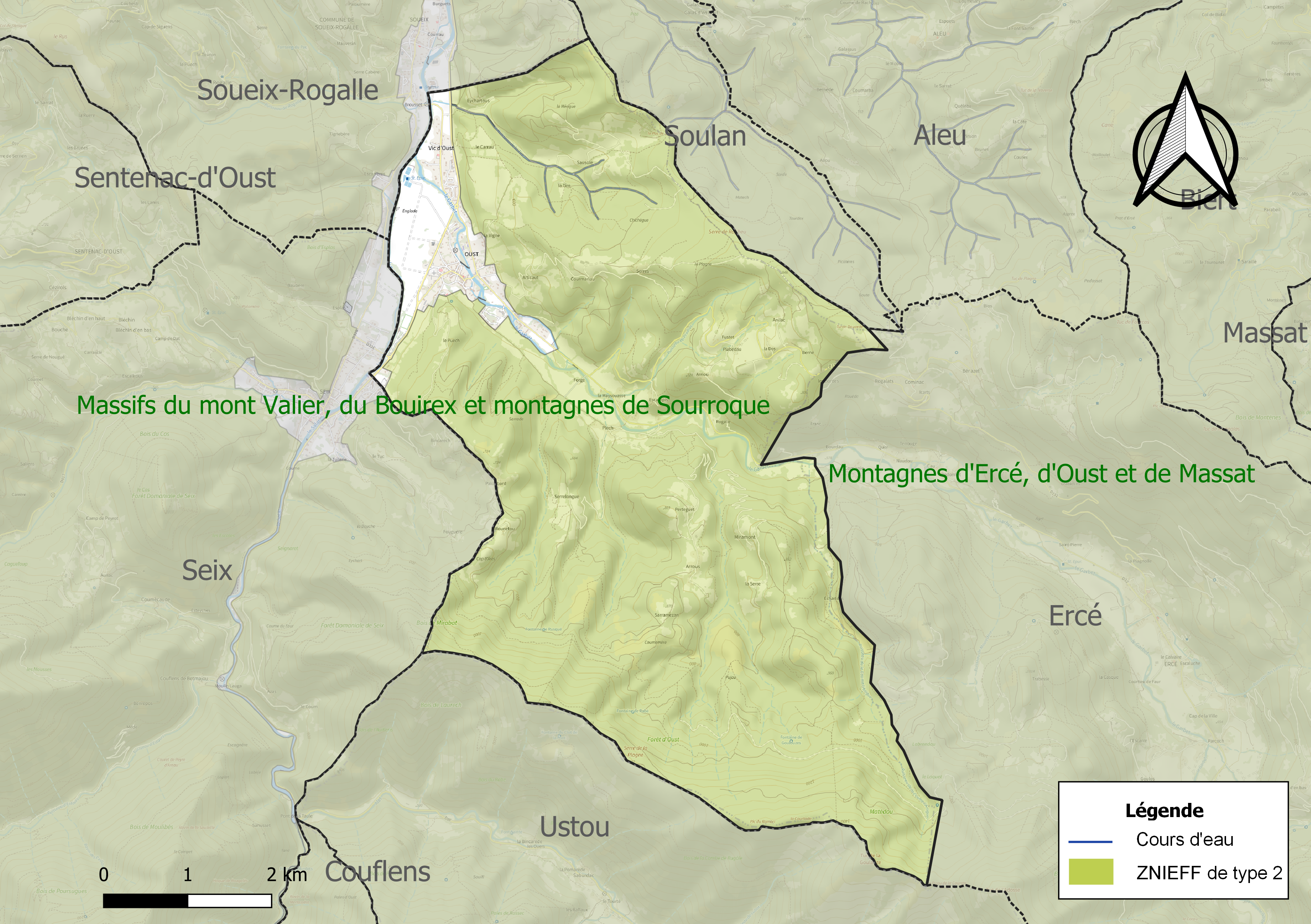
Carte de la ZNIEFF de type 2 sur la commune.

## Urbanisme

### Typologie
Au 1er janvier 2024, Oust est catégorisée commune rurale à habitat dispersé, selon la nouvelle grille communale de densité à 7 niveaux définie par l'Insee en 2022.
Elle est située hors unité urbaine. Par ailleurs la commune fait partie de l'aire d'attraction de Saint-Girons, dont elle est une commune de la couronne,. Cette aire, qui regroupe 70 communes, est catégorisée dans les aires de moins de 50 000 habitants,.

### Occupation des sols
L'occupation des sols de la commune, telle qu'elle ressort de la base de données européenne d’occupation biophysique des sols Corine Land Cover (CLC), est marquée par l'importance des forêts et milieux semi-naturels (68,6 % en 2018), une proportion sensiblement équivalente à celle de 1990 (69 %). La répartition détaillée en 2018 est la suivante : 
forêts (68,2 %), prairies (15,6 %), zones agricoles hétérogènes (13 %), zones urbanisées (2,8 %), milieux à végétation arbustive et/ou herbacée (0,4 %). L'évolution de l’occupation des sols de la commune et de ses infrastructures peut être observée sur les différentes représentations cartographiques du territoire : la carte de Cassini (XVIIIe siècle), la carte d'état-major (1820-1866) et les cartes ou photos aériennes de l'IGN pour la période actuelle (1950 à aujourd'hui).

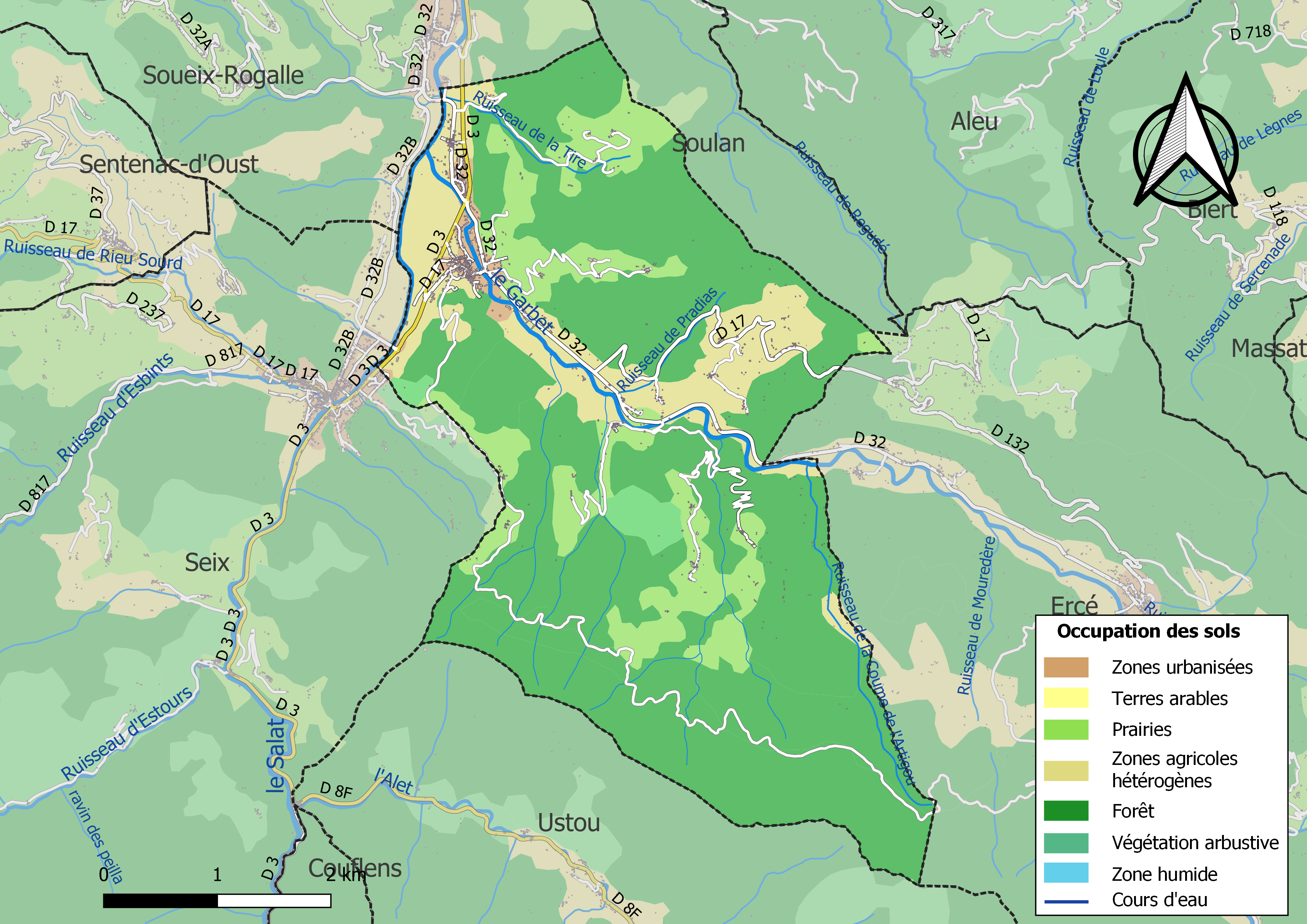
Carte des infrastructures et de l'occupation des sols de la commune en 2018 (CLC).

### Habitat et logement
En 2018, le nombre total de logements dans la commune était de 582, alors qu'il était de 571 en 2013 et de 536 en 2008.
Parmi ces logements, 45,2 % étaient des résidences principales, 49 % des résidences secondaires et 5,8 % des logements vacants. Ces logements étaient pour 87,8 % d'entre eux des maisons individuelles et pour 11,3 % des appartements.
Le tableau ci-dessous présente la typologie des logements à Oust en 2018 en comparaison avec celle de l'Ariège et de la France entière. Une caractéristique marquante du parc de logements est ainsi une proportion de résidences secondaires et logements occasionnels (49 %) supérieure à celle du département (24,6 %) et à celle de la France entière (9,7 %). Concernant le statut d'occupation de ces logements, 66,5 % des habitants de la commune sont propriétaires de leur logement (63,3 % en 2013), contre 66,3 % pour l'Ariège et 57,5 % pour la France entière.
| Typologie                                               | Oust | Ariège | France entière |
| ------------------------------------------------------- | ---- | ------ | -------------- |
| Résidences principales (en %)                           | 45,2 | 65,7   | 82,1           |
| Résidences secondaires et logements occasionnels (en %) | 49   | 24,6   | 9,7            |
| Logements vacants (en %)                                | 5,8  | 9,7    | 8,2            |

### Risques majeurs
Le territoire de la commune d'Oust est vulnérable à différents aléas naturels : inondations, climatiques (grand froid ou canicule), feux de forêts, mouvements de terrains, avalanche  et séisme (sismicité modérée). Il est également exposé à un risque particulier, le risque radon,.

#### Risques naturels

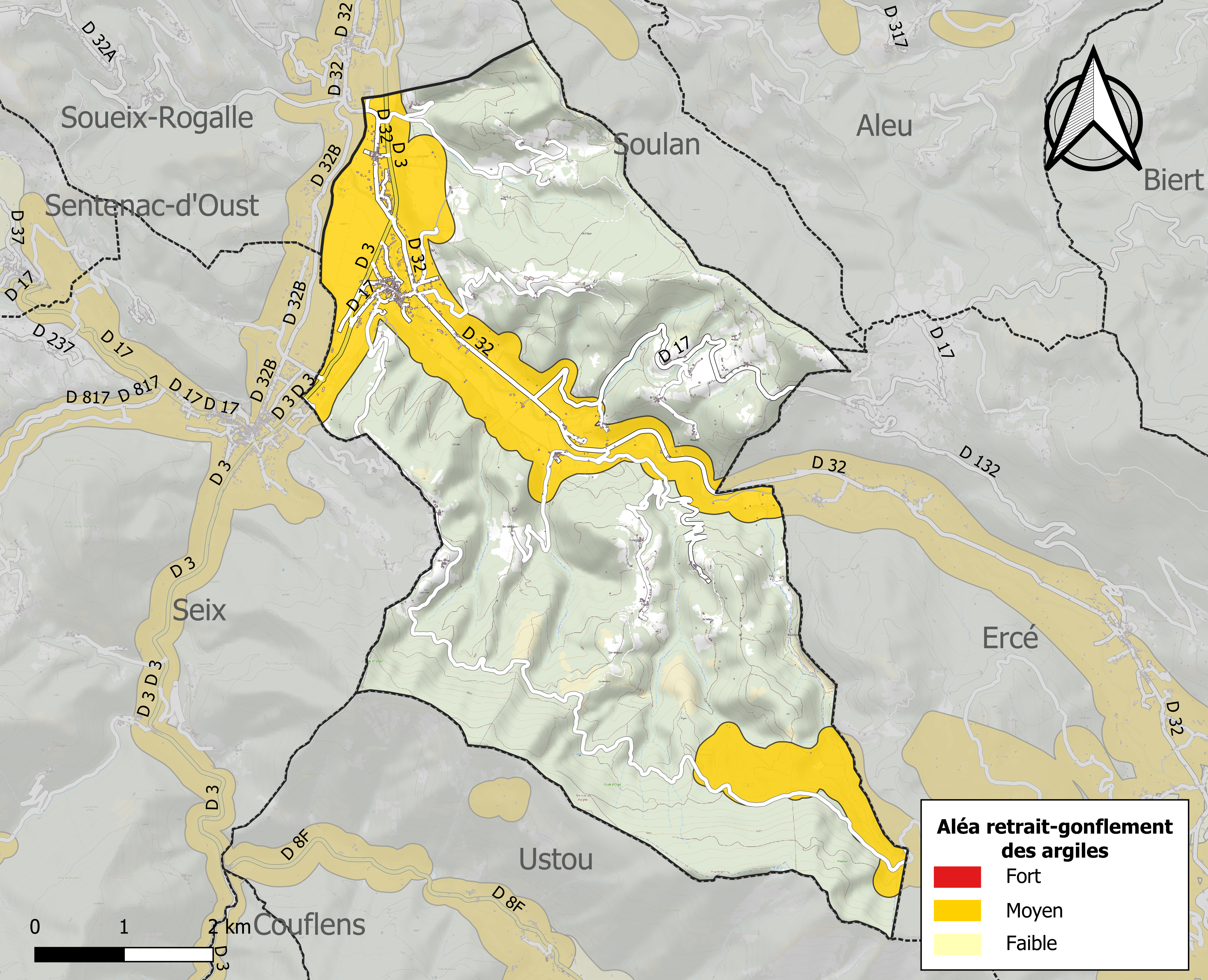
Zonage de l'aléa retrait-gonflement des argiles sur la commune d'Oust.

Certaines parties du territoire communal sont susceptibles d’être affectées par le risque d’inondation par débordement, crue torrentielle d'un cours d'eau, le Salat et du Garbet, ou ruissellement d'un versant.
Les mouvements de terrains susceptibles de se produire sur la commune sont soit des chutes de blocs, soit des glissements de terrains, soit des effondrements liés à des cavités souterraines, soit des mouvements liés au retrait-gonflement des argiles. Près de 50 % de la superficie du département est concernée par l'aléa retrait-gonflement des argiles, dont la commune d'Oust. L'inventaire national des cavités souterraines permet par ailleurs de localiser celles situées sur la commune.
Ces risques naturels sont pris en compte dans l'aménagement du territoire de la commune par le biais d'un plan de prévention des risques (PPR) inondation et mouvement de terrain approuvé le 11 septembre 2009.

#### Risque particulier
Dans plusieurs parties du territoire national, le radon, accumulé dans certains logements ou autres locaux, peut constituer une source significative d’exposition de la population aux rayonnements ionisants. Toutes les communes du département sont concernées par le risque radon à un niveau plus ou moins élevé. Selon la classification de 2018, la commune d'Oust est classée en zone 3, à savoir zone à potentiel radon significatif.

## Histoire
La commune de Vic-d'Oust a été fusionnée avec Oust en 1969.

## Politique et administration

### Découpage territorial
La commune d'Oust est membre de la communauté de communes Couserans-Pyrénées, un établissement public de coopération intercommunale (EPCI) à fiscalité propre créé le 18 novembre 2016 dont le siège est à Saint-Lizier. Ce dernier est par ailleurs membre d'autres groupements intercommunaux.
Sur le plan administratif, elle est rattachée à l'arrondissement de Saint-Girons, au département de l'Ariège, en tant que circonscription administrative de l'État, et à la région Occitanie.
Sur le plan électoral, elle dépend du canton du Couserans Est pour l'élection des conseillers départementaux, depuis le redécoupage cantonal de 2014 entré en vigueur en 2015, et de la première circonscription de l'Ariège  pour les élections législatives, depuis le redécoupage électoral de 1986.

### Liste des maires
| Période                                  | Période  | Identité                          | Étiquette | Qualité           |
| ---------------------------------------- | -------- | --------------------------------- | --------- | ----------------- |
| avant 1981                               | 1995     | Jean Servat                       |           |                   |
| mars 1995                                | 2014     | Vincent Rozès                     | UMP       | Commerçant        |
| mars 2014                                | 2020     | Nejma Beuste                      | SE        | Fonctionnaire     |
| mars 2020                                | ?        | Jacques Servat                    |           | Électricien       |
| ?                                        | En cours | Richard de Méritens de Villeneuve |           | Chef d'entreprise |
| Les données manquantes sont à compléter. |          |                                   |           |                   |

## Population et société

### Démographie
L'évolution du nombre d'habitants est connue à travers les recensements de la population effectués dans la commune depuis 1793. Pour les communes de moins de 10 000 habitants, une enquête de recensement portant sur toute la population est réalisée tous les cinq ans, les populations de référence des années intermédiaires étant quant à elles estimées par interpolation ou extrapolation. Pour la commune, le premier recensement exhaustif entrant dans le cadre du nouveau dispositif a été réalisé en 2008.

En 2022, la commune comptait 574 habitants, en évolution de +6,3 % par rapport à 2016 (Ariège : +1,48 %, France hors Mayotte : +2,11 %).
| 1793  | 1800  | 1806  | 1821  | 1831  | 1836  | 1841  | 1846  | 1851  |
| ----- | ----- | ----- | ----- | ----- | ----- | ----- | ----- | ----- |
| 1 127 | 1 247 | 1 414 | 1 687 | 1 621 | 1 470 | 1 668 | 1 657 | 1 593 |

| 1856  | 1861  | 1866  | 1872  | 1876  | 1881  | 1886  | 1891  | 1896  |
| ----- | ----- | ----- | ----- | ----- | ----- | ----- | ----- | ----- |
| 1 573 | 1 501 | 1 354 | 1 554 | 1 522 | 1 515 | 1 496 | 1 506 | 1 517 |

| 1901  | 1906  | 1911  | 1921 | 1926 | 1931 | 1936 | 1946 | 1954 |
| ----- | ----- | ----- | ---- | ---- | ---- | ---- | ---- | ---- |
| 1 115 | 1 118 | 1 092 | 839  | 850  | 832  | 857  | 563  | 461  |

| 1962 | 1968 | 1975 | 1982 | 1990 | 1999 | 2006 | 2008 | 2013 |
| ---- | ---- | ---- | ---- | ---- | ---- | ---- | ---- | ---- |
| 403  | 410  | 581  | 503  | 449  | 515  | 530  | 533  | 545  |

| 2018 | 2022 | - | - | - | - | - | - | - |
| ---- | ---- | - | - | - | - | - | - | - |
| 550  | 574  | - | - | - | - | - | - | - |

| selon la population municipale des années : | 1968 | 1975 | 1982 | 1990 | 1999 | 2006 | 2009 | 2013 |
| Rang de la commune dans le département      | 71   | 37   | 43   | 66   | 56   | 59   | 64   | 61   |
| Nombre de communes du département           | 340  | 328  | 330  | 332  | 332  | 332  | 332  | 332  |

### Enseignement
Oust compte une école primaire publique et fait partie de l'académie de Toulouse.

### Activités sportives
- Rugby à XV : Union sportive du Haut-Salat et stade Albert Parolin.
- Centre équestre de Coumariau.
- 8e étape du Tour de France 2009 et 13e étape du Tour de France 2017.

### Écologie et recyclage
Une ressourcerie fonctionne à Oust.
La déchetterie se trouve au lieudit la Pièce Longue, ouverte du lundi au samedi.

## Économie

### Revenus
En 2018, la commune compte 256 ménages fiscaux, regroupant 501 personnes. La médiane du revenu disponible par unité de consommation est de 17 850 € (19 820 € dans le département).

### Emploi
| Division       | 2008   | 2013   | 2018   |
| -------------- | ------ | ------ | ------ |
| Commune        | 10,2 % | 9,7 %  | 10,5 % |
| Département    | 8,9 %  | 11,1 % | 11,2 % |
| France entière | 8,3 %  | 10 %   | 10 %   |

En 2018, la population âgée de 15 à 64 ans s'élève à 313 personnes, parmi lesquelles on compte 73,5 % d'actifs (62,9 % ayant un emploi et 10,5 % de chômeurs) et 26,5 % d'inactifs,. En  2018, le taux de chômage communal (au sens du recensement) des 15-64 ans est inférieur à celui du département, mais supérieur à celui de la France, alors qu'en 2008 il était supérieur à celui du département.
La commune fait partie de la couronne de l'aire d'attraction de Saint-Girons, du fait qu'au moins 15 % des actifs travaillent dans le pôle,. Elle compte 174 emplois en 2018, contre 168 en 2013 et 149 en 2008. Le nombre d'actifs ayant un emploi résidant dans la commune est de 202, soit un indicateur de concentration d'emploi de 86,3 % et un taux d'activité parmi les 15 ans ou plus de 51,5 %.
Sur ces 202 actifs de 15 ans ou plus ayant un emploi, 78 travaillent dans la commune, soit 39 % des habitants. Pour se rendre au travail, 82,2 % des habitants utilisent un véhicule personnel ou de fonction à quatre roues, 2,5 % les transports en commun, 8,4 % s'y rendent en deux-roues, à vélo ou à pied et 6,9 % n'ont pas besoin de transport (travail au domicile).

### Activités hors agriculture
53 établissements sont implantés  à Oust au 31 décembre 2019. Le tableau ci-dessous en détaille le nombre par secteur d'activité et compare les ratios avec ceux du département,.
| Secteur d'activité                                                                                        | Commune | Commune | Département |
| Secteur d'activité                                                                                        | Nombre  | %       | %           |
| --- | ------- | ------- | ----------- |
| Ensemble                                                                                                  | 53      | 100 %   | (100 %)     |
| Industrie manufacturière, industries extractives et autres                                                | 8       | 15,1 %  | (12,9 %)    |
| Construction                                                                                              | 10      | 18,9 %  | (14,2 %)    |
| Commerce de gros et de détail, transports, hébergement et restauration                                    | 15      | 28,3 %  | (27,5 %)    |
| Information et communication                                                                              | 2       | 3,8 %   | (1,8 %)     |
| Activités financières et d'assurance                                                                      | 1       | 1,9 %   | (2,8 %)     |
| Activités immobilières                                                                                    | 4       | 7,5 %   | (4,2 %)     |
| Activités spécialisées, scientifiques et techniques et activités de services administratifs et de soutien | 5       | 9,4 %   | (13,2 %)    |
| Administration publique, enseignement, santé humaine et action sociale                                    | 4       | 7,5 %   | (14,4 %)    |
| Autres activités de services                                                                              | 4       | 7,5 %   | (8,8 %)     |

Le secteur du commerce de gros et de détail, des transports, de l'hébergement et de la restauration est prépondérant sur la commune puisqu'il représente 28,3 % du nombre total d'établissements de la commune (15 sur les 53 entreprises implantées  à Oust), contre 27,5 % au niveau départemental.
Les trois entreprises ayant leur siège social sur le territoire communal qui génèrent le plus de chiffre d'affaires en 2020 sont : 
- SARL Le Petit Mitron, boulangerie et boulangerie-pâtisserie (391 k€) ;
- SARL Le Bocard, production d'électricité (68 k€) ;
- Yes Industry, commerce de gros (commerce interentreprises) non spécialisé (0 k€).

Bourg au cœur du Haut-Salat, Oust offre les principaux commerces et services nécessaires à la population locale, en relation de proximité avec Seix.
Depuis septembre 2017, un laboratoire Lab Place de fabrication numérique. Structuré en association, il est notamment équipé de plusieurs imprimantes 3D adaptées à différentes utilisations et matériaux, d'un espace de co-travail, ainsi que d'un banc de travail électronique.

### Agriculture
La commune fait partie de la petite région agricole dénommée « Région pyrénéenne ». En 2010, l'orientation technico-économique de l'agriculture  sur la commune est l'élevage d'herbivores hors bovins, caprins et porcins.
|                                   | 1988 | 2000 | 2010 |
| --------------------------------- | ---- | ---- | ---- |
| Exploitations                     | 21   | 15   | 13   |
| Superficie agricole utilisée (ha) | 515  | 392  | 284  |

Le nombre d'exploitations agricoles en activité et ayant leur siège dans la commune est passé de 21 lors du recensement agricole de 1988 à 15 en 2000 puis à 13 en 2010, soit une baisse de 38 % en 22 ans. Le même mouvement est observé à l'échelle du département qui a perdu pendant cette période 48 % de ses exploitations. La surface agricole utilisée sur la commune a également diminué, passant de 515 ha en 1988 à 284 ha en 2010. Parallèlement la surface agricole utilisée moyenne par exploitation a baissé, passant de 25 à 22 ha.

## Culture locale et patrimoine

### Lieux et monuments
- L'église Notre-Dame-de-l'Assomption de Vic d'Oust, église romane (XIIe siècle) classée. Trois nefs et trois plafonds à caisson en bois polychrome datant du XVIe siècle.
- Église paroissiale Saint-Barthélemy (XIXe siècle).
- Chapelle Notre-Dame du Pouech, reconstruite au XIXe siècle. Un pèlerinage s'y déroule le 8 septembre. De 1862 à 1863, les décorations intérieures sont réalisées par un des frères Pedoya et la commune a fait un prêt pour satisfaire aux exigences du peintre.
- Le manoir de Roquemaurel (XVIe siècle).
- Le château de Mirabat, à la limite sud-ouest du territoire communal.

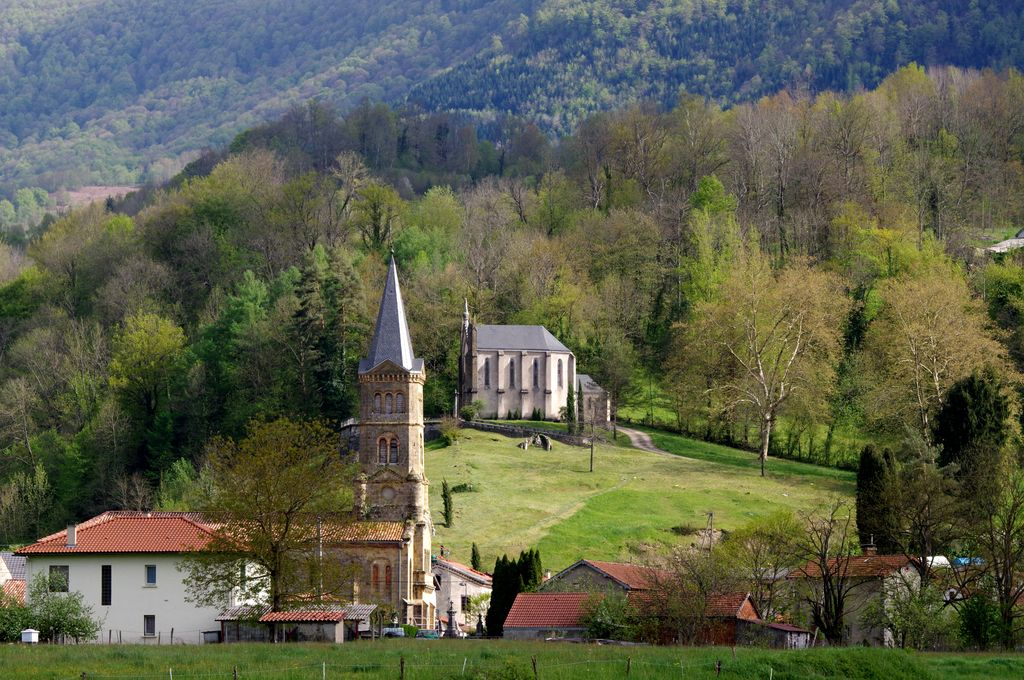
L'église Saint-Bathélemy et en hauteur la chapelle Notre-Dame du Pouech.
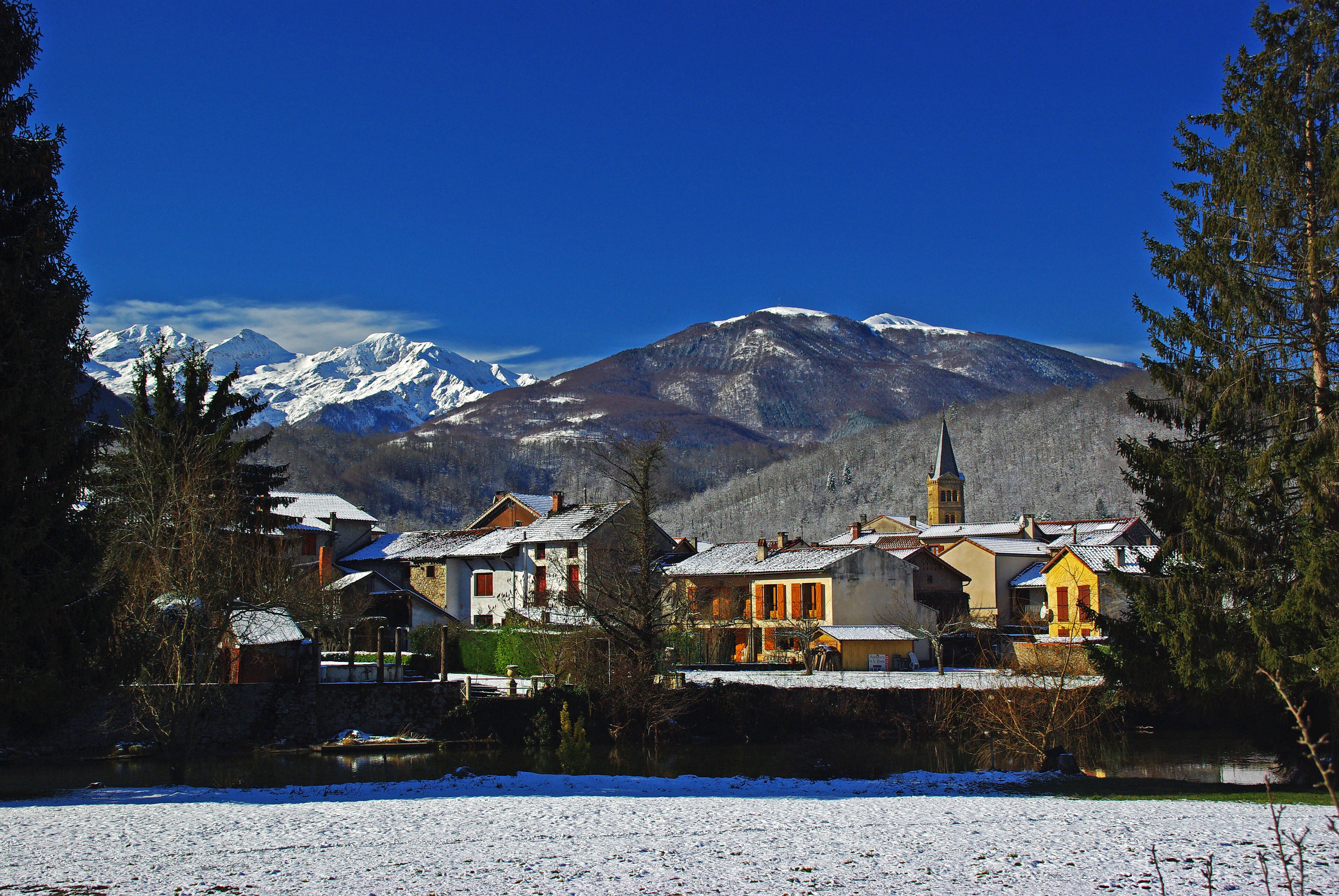
Neige sur les toits d'Oust en janvier 2012
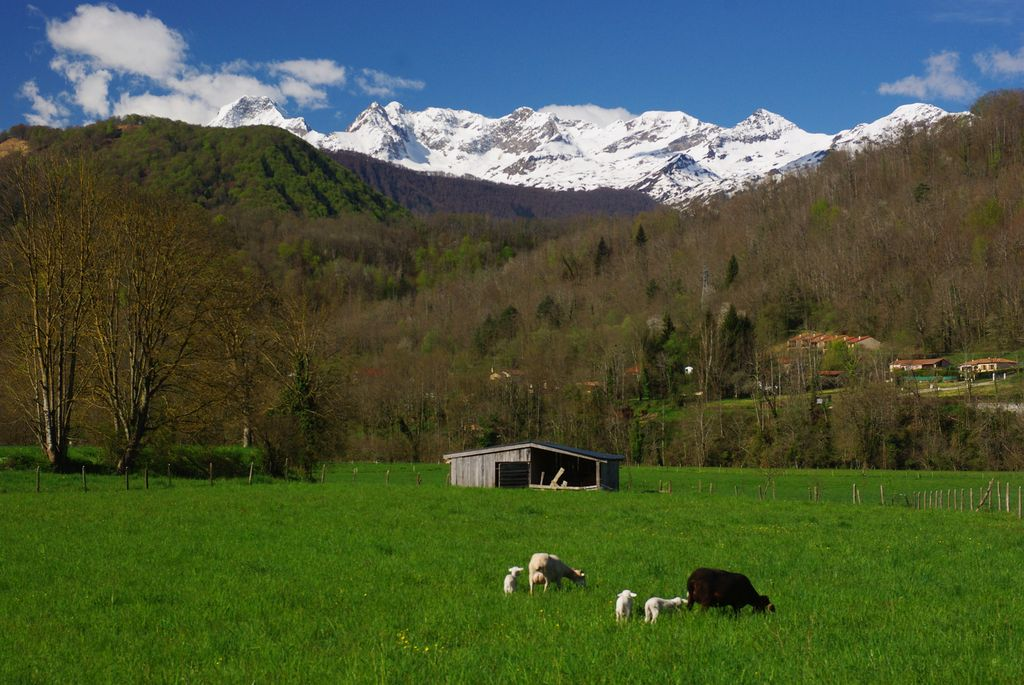
La campagne d'Oust est une zone de prairies entre le village et le Salat.
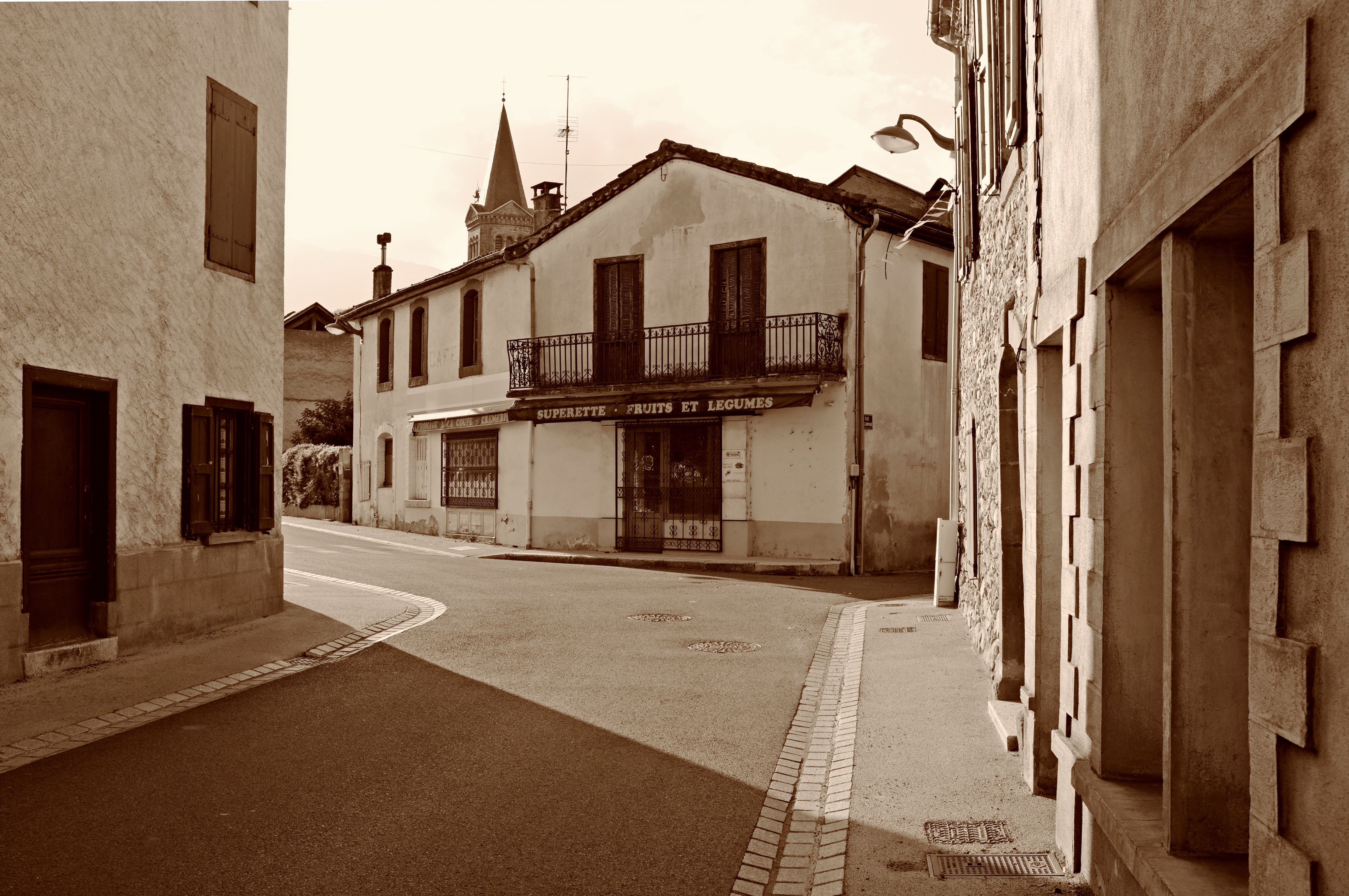
La Grande Rue avec en arrière-plan le clocher de l'église Saint-Barthélemy d'Oust.
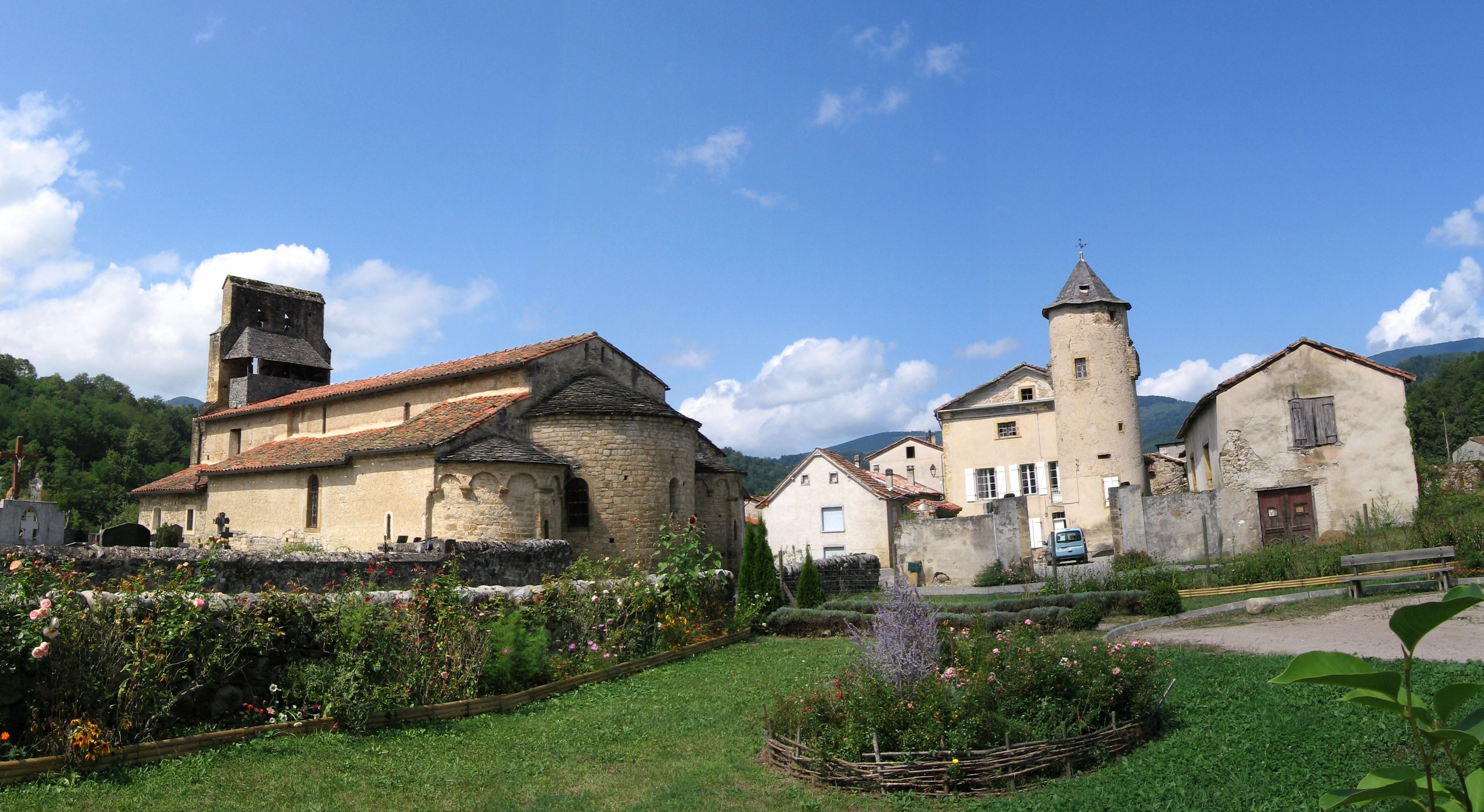
Vic d'Oust, village rattaché à Oust.

### Personnalités liées à la commune
- Michel Auziès (1752-1822), fut maire puis président du conseil général à partir de 1813;
- Gaspard-Marie-Jacques-Ernest de Roquemaurel de Saint-Cernin (1814-1875), militaire, député de l'Ariège;
- Pierre Vidal (1894-1958), fut maire, conseiller général et député;
- Claudius de Cap Blanc, né à Oust en 1953, mort au Prat d'Albis en 2022, artiste contemporain dont de nombreuses œuvres sont au musée de l'Affabuloscope au Mas-d'Azil.

## Pour approfondir